# Parijs-Camembert 2025
De 86e editie van de wielerwedstrijd Parijs-Camembert vond plaats op 2 april 2025. De 121 deelnemers startten in Magnanville en finishten 198 kilometer later in Livarot. De wedstrijd maakte deel uit van de UCI Europe Tour, met de categorie 1.1. De Belg Lander Loockx won, voor de Fransen Paul Seixas en Louis Barré.

## Uitslag
| Plaats  | Naam                   | Ploeg                             | Tijd     |
| ------- | ---------------------- | --------------------------------- | -------- |
| Winnaar | Lander Loockx          | Unibet Tietema Rockets            | 4u14'59" |
| 2       | Paul Seixas            | Decathlon AG2R La Mondiale        | z.t.     |
| 3       | Louis Barré            | Intermarché-Wanty                 | z.t.     |
| 4       | Ewen Costiou           | Arkéa-B&B Hotels                  | z.t.     |
| 5       | Léo Bisiaux            | Decathlon AG2R La Mondiale        | z.t.     |
| 6       | Thibaud Gruel          | Groupama-FDJ                      | + 44"    |
| 7       | Matyáš Kopecký         | Novo Nordisk                      | + 56"    |
| 8       | Sakarias Koller Løland | Uno-X Mobility                    | z.t.     |
| 9       | Benjamin Thomas        | Cofidis                           | z.t.     |
| 10      | Sandy Dujardin         | TotalEnergies                     | z.t.     |
| 11      | Clément Venturini      | Arkéa-B&B Hotels                  | z.t.     |
| 12      | Henrik Pedersen        | Uno-X Mobility                    | z.t.     |
| 13      | Théo Delacroix         | St Michel-Preference Home-Auber93 | z.t.     |
| 14      | Dillon Corkery         | St Michel-Preference Home-Auber93 | z.t.     |
| 15      | Francisco Galván       | Kern Pharma                       | z.t.     |
| 16      | Maxime Jarnet          | Van Rysel Roubaix                 | z.t.     |
| 17      | Enrico Zanoncello      | VF Group-Bardiani CSF-Faizanè     | z.t.     |
| 18      | Antonio Jesús Soto     | Kern Pharma                       | z.t.     |
| 19      | Adam Ťoupalík          | Unibet Tietema Rockets            | z.t.     |
| 20      | Iker Mintegi           | Euskaltel-Euskadi                 | z.t.     |
|         |                        |                                   |          |
| 63      | Alexander Konijn       | Nice Métropole Côte d'Azur        | + 6'45"  |

1946 · 1947 · 1948 · 1949 · 1950 · 1951 · 1952 · 1953 · 1954 · 1955 · 1956 · 1957 · 1958 · 1959 · 1960 · 1961 · 1962 · 1963 · 1964 · 1965 · 1966 · 1967 · 1968 · 1969 · 1970 · 1971 · 1972 · 1973 · 1974 · 1975 · 1976 · 1977 · 1978 · 1979 · 1980 · 1981 · 1982 · 1983 · 1984 · 1985 · 1986 · 1987 · 1988 · 1989 · 1990 · 1991 · 1992 · 1993 · 1994 · 1995 · 1996 · 1997 · 1998 · 1999 · 2001 · 2002 · 2003 · 2004 · 2005 · 2006 · 2007 · 2008 · 2009 · 2010 · 2011 · 2012 · 2013 · 2014 · 2015 · 2016 · 2017 · 2018 · 2019 · 2020 · 2021 · 2022 · 2023 · 2024 · 2025